# Kewanna

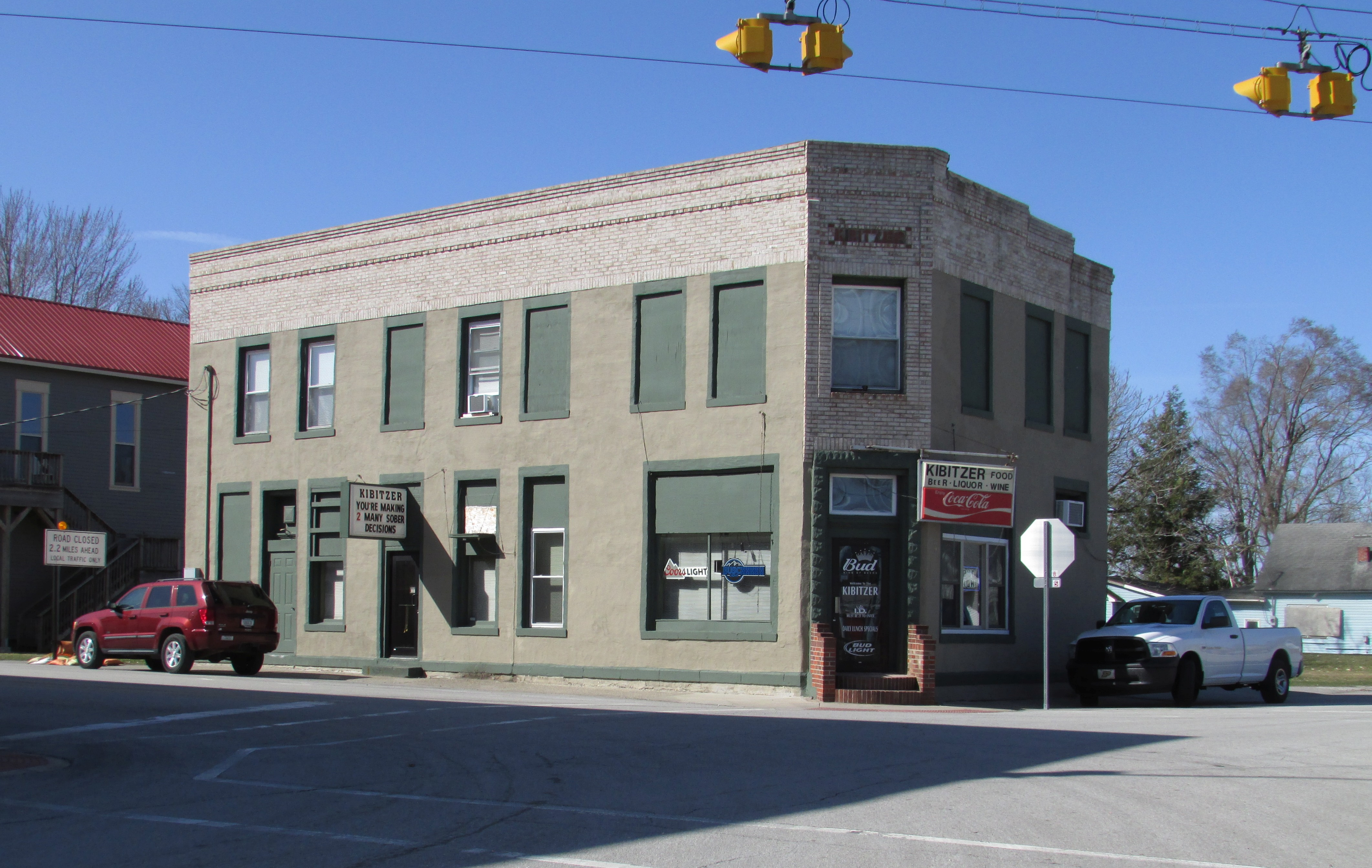
101 rue Main Est, Kewanna, Indiana

La ville de Kewanna est située dans le comté de Fulton, dans l’État de l’Indiana, aux États-Unis. Sa population était de 613 habitants lors du recensement de 2010, estimée à 589 habitants en 2017.

## Source
- (en) Cet article est partiellement ou en totalité issu de l’article de Wikipédia en anglais intitulé « Kewanna, Indiana » (voir la liste des auteurs).